# Університет Кейптауна
Університе́т Кейпта́уну (англ. University of Cape Town, афр. Universiteit van Kaapstad) — один із провідних закладів вищої освіти Південної Африки. Заснований британцями в 1829 році в столиці тодішньої Капської колонії як Підвенно-Африканський коледж — вища школа для хлопчиків, яка стала другим подібним закладом на південь від Сахари (після Fourah Bay College, 1827). Авторитетні рейтинги QS World University Rankings, Times Higher Education World University Rankings і Academic Ranking of World Universities ставлять Університет Кейптауну на перше місце серед закладів вищої освіти Африки і серед 200 найкращих вишів світу, а факультети права і комерції входять до сотні найкращих факультетів світу. Мова викладання — англійська.
Станом на 2013 рік навчання 26616 студентів забезпечували 5000 працівників (з них приблизно половина — викладачі).

## Організація та структура
Згідно зі спеціальним актом парламенту Південно-Африканського Союзу від 1918 університет набув статусу громадський університет. Наразі він керується власним статутом прийнятим на основі закону про вищу освіту (1997).
Номінальним керівником вишу є канцлер, цей посадовець виконує представницькі та церемоніальні функції. Поточним канцлером Університету Кейптауну є Граса Машел (англ. Graça Machel, відома правозахисниця, вдова Самори Машела та Нельсона Мандели).
Справжня адміністративна влада зосереджена в руках віце-канцлера, якому асистують заступники зі специфічних напрямів. Поточним віце-канцлером вишу є Макс Прайс.
Значною також є роль секретаря (registrar), який відповідає за юридичні процедури та академічне адміністрування. Водночас він очолює наглядову раду університету і сенат. До наглядової ради входять представники університету (адміністрації, професури, студентства), академічної спільноти, місцевої та центральної влади (30 осіб, з яких не більше 12 представників закладу). До Сенату входить університетська професура, представники адміністрації та студентства (360 осіб), у фокусі уваги Сенату — академічна та наукова діяльність. У спільноті університету працює омбудсмен. Також більше ніж 80 студентських товариств і організацій мають вплив на життя закладу.
Університет складається з шести факультетів: правознавства, інженерії та будівництва, медицини, комерції, гуманітарних та, нарешті, природничих наук. Підрозділи розміщені в 6 місцях у Кейптауні та його передмістях. Більшість будівель зведені в міжвоєнний період і мають архітектурну й історичну цінність.

## Нобелівські лауреати пов'язані з університетом Кейптауну
- Наприкінці 1930-х років, співпрацюючи з університетом, антропологічні дослідження проводив Ральф Банч[21].
- Випускник 1918 вірусолог Макс Тейлер[22] став першим в історії Нобелівським лауреатом — уродженцем Африки.
- Аллан Маклеод Кормак випускник (1945) і викладач Університету[23] почав дослідження з рентгенівської комп'ютерної томографії саме в Кейптауні.
- Хімік і біофізик Аарон Клуг у Кейптауні не лише отримав ступінь магістра університету, а й зустрів майбутню дружину[24].
- Математику та англійську філологію вивчав у виші письменник, лауреат у галузі літератури 2003 Джон Максвелл Кутзее[25], нині почесний професор університету.

## Видатні наукові дослідження
- Відділення математики та прикладної математики є міжнародним науковим центром з питань космології та топології.
- Університетський центр вивчення риторики є єдиним подібним закладом на африканському континенті.
- Відділення фізики є базою спільного з ЦЕРН дослідницького центру, команда якого брала участь у розробці програмного забезпечення для одного з експериментів на Великому адронному колайдері.
- MeerKAT — найбільший у світі радіотелескоп розміщений у ПАР проектувався за участю фахівців відділення електро-інженерії університету Кейптауну.
- Інститут інфекційних захворювань і молекулярної медицини залучений до випробувань ліків-кандидатів на роль протитуберкульозної вакцини та розробки вакцини проти ВІЛ.
- У рамках проекту спільного з державною Радою медичних досліджень (South African Medical Research Council) продовжується розробка діагностичних інструментів, започаткована Алланом Кормаком.
- Завдяки OpenUCT Initiative Project (2011—2014) університет Кейптауну був одним із піонерів онлайн-освіти в Африці.
- Відділення археології має здобутки в дослідженні палеомистецтва, зокрема зображень на шкарлупі з печери Діпклоф.